# حصار مدينة الصدر
حصار مدينة الصدر سلسلة من العمليات العسكرية والحصار الخانق التي فرضتها القوات الأمريكية على مدينة الصدر شمال شرق العاصمة العراقية بغداد ضمن محاولة أمريكية لتدمير القاعدة الرئيسية لجيش المهدي المعارض للاحتلال الأمريكي للعراق، بدأ الحصار في 4 أبريل 2004 بعد مقتل واصابة 68 عسكري أمريكي في معركة شرسة في المدينة ضمن انتفاضة مسلحة قادها التيار الصدري ضد سلطة الائتلاف المؤقتة وقوات الاحتلال في معظم محافظات وسط وجنوب العراق على خلفية فتح النار على متظاهرين من أنصار الصدر في مدينة النجف احتجوا على قرار بإغلاق صحيفة الحوزة وتطويق منزل الصدر واعتقال أحد مساعديه، استمر القتال العنيف في مدينة الصدر لفترات متقطعة وتجدد بشكل مستمر في أغسطس 2004 وسبتمبر 2004 و2006 ويناير 2007 ومارس 2008 وفشلت أغلب المحاولات الأمريكية للسيطرة على المدينة وانتزاعها من مقاتلي جيش المهدي الذين أحكموا قبضتهم عليها بشدة

## خلفية
تعتبر مدينة الصدر المعقل الرئيسي في العاصمة بغداد لانصار التيار الصدري أحد ابرز التيارات الشيعية في العراق والذي ينتشر أنصاره في غالبية محافظات وسط وجنوب البلاد وانفرد عن بقية الحركات الشيعية برفضه الاحتلال الأمريكي للعراق ومطالبته بانسحاب للقوات المحتلة حيث اعتاد تسيير تظاهرات سلمية لرفض الاحتلال ومدينة الصدر هي ضاحية فقيرة شمال شرق بغداد يقطنها سكان غالبيتهم من الشيعة وفي 14 أغسطس 2003 شهدت المدينة احتقاناً بين سكانها والقوات الأمريكية على خلفية قيام طائرات أمريكية بنزع راية كبيرة وضعت على برج اتصالات في المدينة حملت شعارات ترمز للإمام المهدي وفتحها النار على مواطنين حاولوا منعها مما أسفر عن مقتل طفل واصابة أربعة أشخاص بجروح حيث خرج الآلاف في تظاهرة حاشدة في المدينة وطالبوا بانسحاب القوات الأمريكية ووصفوا أفعالها «بالحرب على الإسلام» وفي صباح 9 أكتوبر 2003 انفجرت سيارة مفخخة في محطة وقود في المدينة لتسفر عن مقتل تسعة مواطنين واصابة 38 اخرين وفي اليوم التالي -10 أكتوبر 2003- تجاوز انتحاري يستقل عجلة مفخخة حاجزاً للشرطة في حي جميلة في المدينة وقام بتفجير نفسه ما أسفر عن مقتل 8 أشخاص بينهم عناصر في الشرطة ومدنيون وعلى خلفية تلك الهجمات انتشر عناصر جيش المهدي في أنحاء المدينة لتأمينها وأعلنوا التصدي للقوات الأمريكية التي حاولت اقتحام مكتب الصدر في المدينة بحجة احتوائه على أسلحة حيث أسفرت المواجهات عن مقتل جنديين أمريكيين من فرقة الفرسان الأولى وإصابة أربعة آخرين ومقتل وإصابة خمسة مدنيين عراقيين برصاص القوات الأمريكية  على خلفية ذلك قامت القوات الأمريكية بتطويق المدينة وإغلاق الطريق الرئيسية فيها باستخدام الدبابات والعربات المدرعة والأسلاك الشائكة والحواجز الإسمنية واجتاحت مبنى البلدية في المدينة ، في 11 نوفمبر 2003 قتل رئيس بلدية مدينة الصدر مهند غازي الكعبي برصاص جنود القوات الأمريكية بسبب شجار مع جندى أميركي رفض السماح له بإيقاف سيارته في ساحة خارج مقر مكتب رئيس البلدية وتحول تشييع جنازة الكعبي في مدينة الصدر إلى تظاهرة معادية للقوات الأمريكية شارك بها المئات ورفعوا شعارات مناهضة للاحتلال الأمريكي

في 28 مارس 2004 أمر الحاكم المدني الأمريكي بول بريمر باغلاق صحيفة الحوزة التابعة للتيار الصدري بتهمة التحريض على العنف ضد الاحتلال، على خلفية ذلك القرار احتشد الالاف من أنصار الصدر في اليوم التالي بمظاهرات رافضة لهذا القرار وطالبوا بخروج القوات المحتلة وفي 3 أبريل 2004 طوقت القوات الأمريكية منزل زعيم التيار الصدري مقتدى الصدر في النجف، في اليوم التالي خرج الآلاف من أنصار الصدر في تظاهرات حاشدة في بغداد والنجف احتجاجاً على اغلاق صحيفة الحوزة واعتقال أحد مساعدي الصدر جوبهت تلك التظاهرات بالرصاص الحي من قبل القوات الامريكية والاسبانية ما أسفر عن مقتل واصابة أكثر من مئتي عراقي ما دفع الصدر إلى إصدار بيان يدعو إلى ايقاف التظاهرات مؤكداً: 
واصفاً التظاهرات بالورقة المحترقة أمام ماتفعله القوات الأمريكية من «ارهاب» ودعا أنصاره إلى ارهابها:
وبعد إصدار البيان بدأ جيش المهدي انتفاضة مسلحة ضد قوات الائتلاف وانتشر القتال في معظم محافظات وسط وجنوب العراق وتركز في مدينة الصدر في بغداد ومحافظة النجف حيث اندلعت معركة النجف الثانية

## سير الأحداث

### الانتفاضة الأولى نيسان/أبريل- حزيران/يونيو 2004

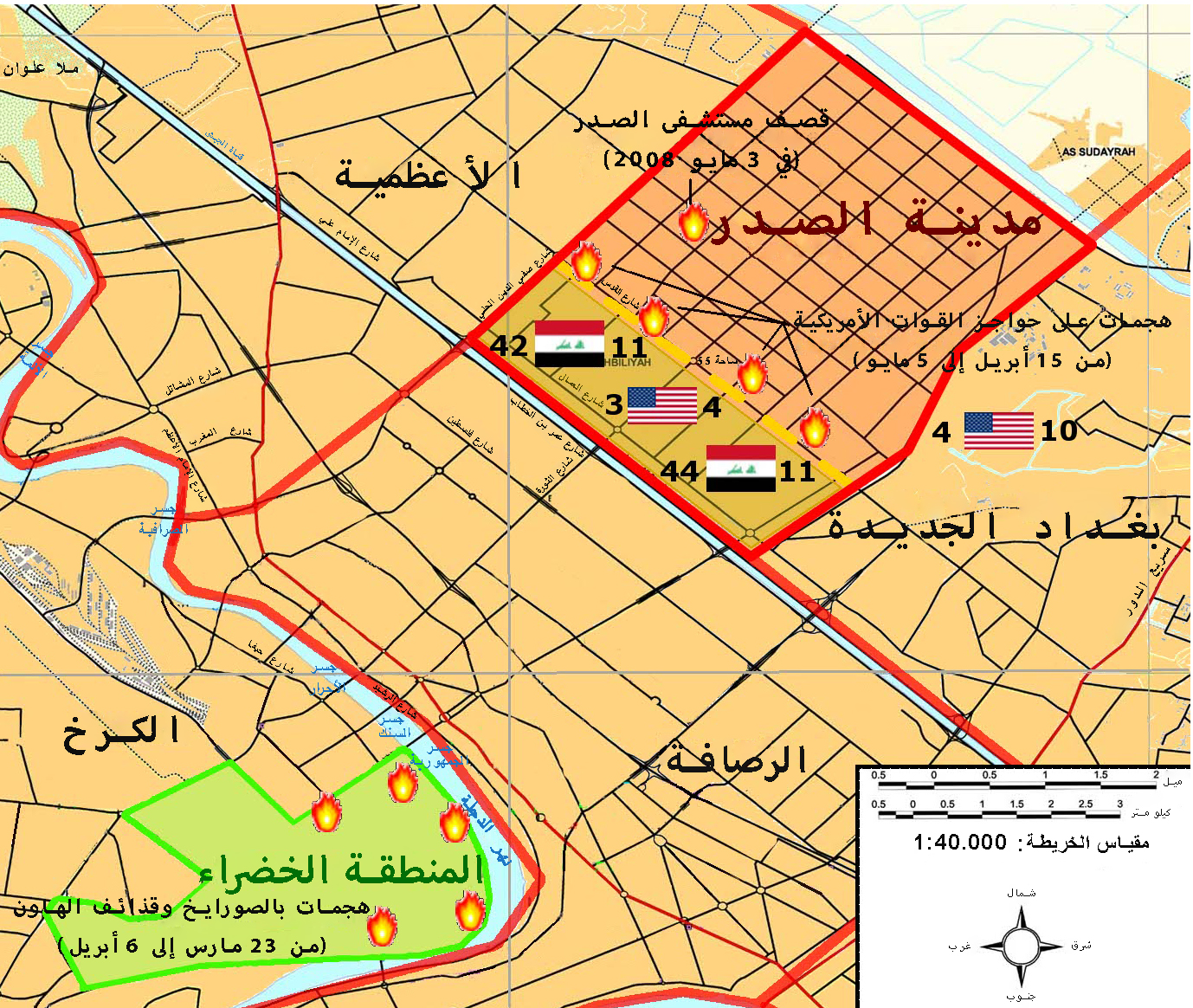
خريطة للحصار المفروض على مدينة الصدر

أحد عناصر جيش المهدي وهو يقوم بإطلاق قذيفة هاون خلال معركة مدينة الصدر

بعد بيان الصدر الذي دعا فيه لحمل السلاح ضد قوات الاحتلال في 4 أبريل 2004 انفجر الوضع في مدينة الصدر حيث نصب جيش المهدي كميناً لدورية من فرقة الفرسان الأولى في الجيش الأمريكي وحاصروا عناصرها في داخل المدينة  كما سيطروا على مقرات سلطة التحالف ومراكز الشرطة في المدينة، وجرت معركة دامية بين مقاتلي جيش المهدي وفرقة الفرسان الأولى والفرقة الجبلية العاشرة من الجيش الامريكي التي حاولت إخراج الجنود الامريكيين الذين حوصروا داخل المدينة حيث تعرضت فرقة الإنقاذ إلى الهجوم هي الأخرى  واسفر القتال العنيف عن مقتل 8 جنود امريكيين واصابة 60 اخرين وتدمير عدة اليات أمريكية  وعرف ذلك اليوم باسم «الاحد الاسود» من قبل القوات الأمريكية  نجحت القوات الأمريكية بعد يوم طويل من القتال باخلاء جنودها المحاصرين واطلقت عملية «لانسر فيري» لاستعادة السيطرة على مافقدته في مدينة الصدر حيث انسحب مقاتلوا جيش المهدي من مراكز الشرطة التي سيطروا عليها بعد مهاجمتها من قبل القوات الأمريكية  وأسفرت المعركة عن مقتل 35 افراد جيش المهدي ورغم ذلك بقيت عناصر جيش المهدي محافظة على سيطرتها على معظم مدينة الصدر واستمرت المواجهات العنيفة، مع حلول يوم 6 أبريل أقام الجيش الاميركي حصارا حول مدينة الصدر لإضعاف قوة جيش المهدي  وبعد هجوم بالقذائف الصاروخية استهدف القوات الأمريكية المتحصنة في مراكز الشرطة اسفر عن اصابة جندي أمريكي قامت الطائرات الأمريكية بشن غارات مكثفة على المدينة حيث قتل ثمانية مدنيين واصيب 18 اخرين مساء ذلك اليوم  ، في 9 أبريل تعرضت القوات الأمريكية إلى هجمات منسقة في محيط مدينة الصدر اسفر احدها عن مقتل أربعة جنود امريكيين  فيما اسفر هجوم اخر بعبوة ناسفة ونيران الاسلحة الخفيفة عن مقتل جندي ينتمي لقوات الرد السريع الأمريكية واصابة اخر  وبعد المواجهات الدموية التي استمرت لايام انسحبت القوات الأمريكية من مدينة الصدر واخلت مواقعها في مقر البلدية ومراكز شرطة «الكرامة والصدر والرافدين والثورة» واعادت قوات الشرطة انتشارها بالاتفاق مع جيش المهدي  فيما استمر الحصار الأمريكي الخانق للمدينة حيث قامت القوات الأمريكية بقطع المياه وايقاف تزويد المدينة بالطاقة الكهربائية فيما استمرت الطائرات الأمريكية بشن غارات على مواقع محتملة لعناصر جيش المهدي فيها فيما قام جيش المهدي بقصف المنطقة الخضراء المحصنة من داخل مدينة الصدر باستخدام الصواريخ وقذائف الهاون مستهدفين مقر السلطة المركزية لقوات التحالف في العراق والحكومة العراقية حيث حاول الجيش الأمريكي الحد من تلك الهجمات باستخدام طائرات هليكوبتر التي كانت تهاجم فرق الصواريخ والهاونات التابعة لجيش المهدي في المدينة 
بقيت القوات الأمريكية تسير دوريات محدودة داخل مدينة الصدر التي احتفظ عناصر جيش المهدي بالسيطرة الكاملة عليها حيث كانت الدوريات الأمريكية تجابه في اغلب الاحيان بكمائن منسقة باستخدام القذائف الصاروخية والعبوات الناسفة ونيران الاسلحة المتوسطة والخفيفة وتواجه صعوبات في التحرك بسبب الازقة الضيقة والمتشعبة واعلن انصار الصدر ان القوات الأمريكية غير مسموح لها الدخول إلى مدينة الصدر  ففي 17 أبريل تعرضت قافلة أمريكية لهجوم بالعبوات الناسفة في محيط مدينة الصدر اسفر عن مقتل عسكري أمريكي واحد وتدمير اليات مدرعة  وفي 24 أبريل اندلعت مواجهات عنيفة حينما حاولت قوة أمريكية مداهمة جامع الحكمة في المدينة حيث جوبهت بمقاومة شديدة ادت إلى تراجعها واسفرت المواجهات عن مقتل واصابة 5 مواطنين عراقيين  في 25 ابريل تعرضت دورية أمريكية قرب مدينة الصدر لهجوم بالعبوات الناسفة اسفر عن مقتل جندي أمريكي  وفي 27 أبريل قتل عسكري أمريكي واصيب اخر في هجوم استهدف دوريتهم داخل مدينة الصدر  وفي 29 أبريل قتل عسكري أمريكي اخر بعد استهداف دوريته بقذائف صاروخية في اطراف مدينة الصدر  كما ان عناصر جيش المهدي سيطروا على اغلب الطرق الرئيسية المؤدية إلى مدينة الصدر واستخدموا العبوات الناسفة لمنع أي محاولة للقوات الأمريكية للدخول إلى المدينة ففي 4 يونيو هاجم عناصر جيش المهدي قوة من الحرس الوطني الأمريكي في شارع فلسطين قرب مدينة الصدر باستخدام القنابل والقذائف الصاروخية ما ادى إلى مقتل 5 جنود امريكيين واصابة أربعة اخرين  فيما اصيب ثلاث جنود امريكيين وقتل واصيب 14 مواطناً عراقياً في مواجهات ليلية في مدينة الصدر عندما حاولت قوة أمريكية اقتحام مكتب الصدر في المدينة  شهدت أيام 17 يونيو و18 يونيو موجة جديدة من المواجهات العنيفة في مدينة الصدر حيث اصيب 3 جنود امريكيين عندما انفجرت قنبلة يدوية استهدفت قافلتهم داخل مدينة الصدر  فيما هوجمت عدة دوريات أمريكية داخل المدينة وفي محيطها باستخدام الاسلحة الخفيفة والقذائف المضادة للدبابات واعلن الجيش الأمريكي عن مقتل واصابة عشرين عراقياً في تلك المواجهات  واستمر القتال حتى يوم 25 يونيو حيث أعلن جيش المهدي عن وقف العمليات العسكرية داخل حدود مدينة الصدر بصورة مؤقتة معلناً الاستعداد للمشاركة مع قوات الشرطة في «حماية المؤسسات والمنشآت العامة كالمستشفيات ومحطات الكهرباء ومحطات المياه ومحطات الخدمات العامة ومصافي النفط» بعد سلسلة من الهجمات الارهابية التي استهدفت البلاد واسفرت عن مقتل أكثر من 85 عراقياً

### الانتفاضة الثانية آب/أغسطس 2004

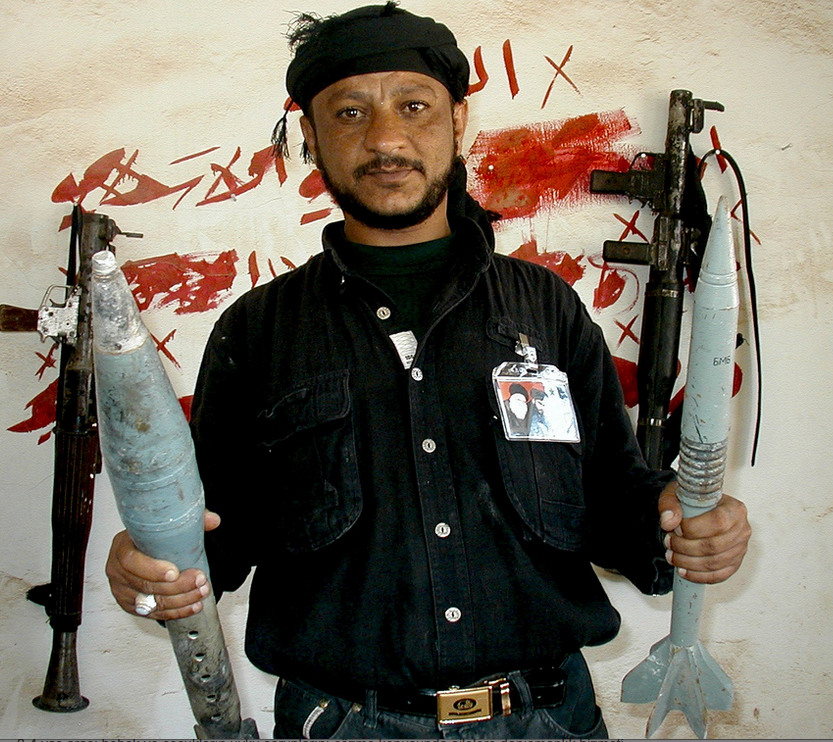
احد مقاتلي جيش المهدي حاملاً قذائف صاروخية

اندلعت معركة النجف الثانية على خلفية قيام القوات الأمريكية بمحاصرة منزل مقتدى الصدر في النجف في 2 أغسطس وتبادلها اطلاق النار مع مقاتلي جيش المهدي في المكان ما ادى إلى مقتل واصابة أربعة مدنيين وثلاثة من مقاتلي جيش المهدي  وجرت مواجهات شرسة في النجف بين عناصر جيش المهدي وقوات مشاة البحرية الامريكية، وامتد القتال بشكل سريع إلى مدينة الصدر حيث تصدى مقاتلي جيش المهدي لدورية تابعة للجيش الأمريكي وسط المدينة يوم 5 اغسطس  واستمرت المواجهات العنيفة حتى المساء حيث قامت طائرات أمريكية بشن غارات كثيفة على المدينة  في 6 اغسطس اصيب خمس جنود امريكيين بانفجار قنبلة يدوية القاها أحد مقاتلي جيش المهدي على دوريتهم في مدينة الصدر  كما اصيب جنديين امريكيين بعد تعرض دوريتهم لهجوم بالقذائف المضادة للدبابات والاسلحة الرشاشة واصيب جندي أمريكي اخر في اليوم نفسه خلال المواجهات 
في 7 اغسطس جوبهت نحو عشر دبابات اميركية حاولت التوغل إلى داخل مدينة الصدر بقذائف مضادة للدروع وقذائف هاون من قبل عناصر جيش المهدي وتعرضت عدة دوريات اميركية لهجمات متفرقة في محيط المدينة  كما استمرت المواجهات في مدينة الصدر بالتصاعد تزامناً مع تصاعدها في النجف حيث تعرض الصدر إلى الإصابة خلال مشاركته في القتال في النجف  ما ادى إلى تصعيد دموي في القتال في مدينة الصدر حيث شن مقاتلوا جيش المهدي يوم 18 أغسطس سلسلة هجمات استهدفت القوات الأمريكية بالقذائف المضادة للدروع والعبوات الناسفة يدوية الصنع ما ادى إلى تدمير ثلاث عربات مدرعة ومقتل جنديين أمريكي  واصابة اخرين  وفي 19 أغسطس تعرضت دبابات أمريكية توغلت في مدينة الصدر إلى هجوم بالقذائف الصاروخية كما انفجرت عبوة ناسفة مستهدفة دبابة أمريكية وقتل واصيب جنديين امريكيين خلال المواجهات  وتوقف القتال في مدينة الصدر في اواخر أغسطس بموجب هدنة لسبع أيام عرضتها اطراف في الحكومة العراقية تضمنت تولي قوات الشرطة حفظ الأمن في المدينة وعدم دخول القوات الأمريكية اليها وايقاف عمليات القصف وحملات الدهم والتفتيش والاعتقالات 

### احداث ايلول/سبتمبر - تشرين الأول/أكتوبر 2004
بعد قصف أمريكي عنيف استهدف مدينة الصدر طيلة ساعات الليل في 6 سبتمبر وشكل خرقاً للهدنة المبرمة بين جيش المهدي والقوات الأمريكية  وقعت موجة جديدة من المعارك العنيفة في المدينة في 7 سبتمبر حيث قتل أربعة جنود امريكيين واصيب أربعة اخرين  في المواجهات الدموية التي استهدف خلالها عناصر جيش المهدي الاليات الأمريكية بواسطة القذائف المضادة للدروع والعبوات الناسفة  فيما اشارت مصادر طبية إلى مقتل اربعين عراقياً واصابة 172 اخرين خلال تلك المواجهات  وشوهدت الدبابات الأمريكية تطوق طريقاً رئيسياً يؤدي إلى مكتب الصدر وتخوض مواجهة عنيفة مع مقاتلي جيش المهدي بينما استمرت الطائرات الأمريكية بقصف المدينة بشكل وصف بانه الاعنف منذ بداية الغزو الأمريكي العراق 
في 21 سبتمبر أعلن الجيش الأمريكي شن عملية واسعة النطاق في مدينة الصدر لملاحقة مقاتلي جيش المهدي حيث قتل 15 شخصا واصيب 52 آخرون بجروح في قصف اميركي على عدة احياء في مدينة الصدر وحاولت القوات الأمريكية التوغل من خلال القطاعات الغربية في المدينة  كما تعرضت المدينة إلى غارات جوية عنيفة لاكثر من أربعة ساعات خلال مساء 26 سبتمبر حيث قتل خمسة عراقيين وجرح 46 آخرون بينهم أطفال ونساء في القصف الأمريكي فيما تحدث الجيش الأمريكي عن ضربات جوية على «مواقع عدوة» في ساعات الفجر الأولى  ، وعند فجر يوم 1 أكتوبر دارت اشتباكات عنيفة بين مقاتلي جيش المهدي وقوات أمريكية حاولت دخول المدينة واسفرت تلك المواجهات عن مقتل تسعة من عناصر جيش المهدي  واستمرت المواجهات تتجدد مع استمرار القصف الأمريكي للمدينة حتى اعلان التيار الصدري في 10 أكتوبر عن التوصل إلى اتفاق مع الحكومة العراقية يقضي بايقاف العمليات العسكرية في مدينة الصدر وتسليم الاسلحة المتوسطة والثقيلة إلى الشرطة العراقية والإفراج عن جميع الاسرى العراقيين لدى القوات الأمريكية 

### تشرين الأول/أكتوبر - تشرين الثاني/نوفمبر 2006
مع حلول شهر أكتوبر من عام 2006 بدات القوات الأمريكية بتحركات حذرة في اطراف ومحيط مدينة الصدر حيث توغلت قوة مشاة أمريكية مدعومة بالاليات المدرعة والطائرات في حي العبيدي القريب من المدينة وتمكنت من عبور طريق رئيسي في العبيدي يؤدي إلى مدينة الصدر  وفي 25 أكتوبر شنت قوات أمريكية خاصة مدعومة بغطاء جوي هجوماً على مدينة الصدر للبحث عن جندي أمريكي تم اختطافه واحتجازه في داخل المدينة  واسفرت القصف الجوي العنيف الذي شنته الطائرات الأمريكية عن مقتل واصابة 22 عراقياً وتدمير 6 منازل  وبعد ان افاد رئيس الحكومة العراقية نوري المالكي ان عملية عسكرية عراقية اطلقت للقبض على أحد قادة فرق الموت عاد ليؤكد انها عملية أمريكية جرت بدون تصريح من الحكومة العراقية للبحث عن جندي أمريكي مختطف موجهاً انتقاده للقوات الأمريكية التي قامت بقصف المدينة وتسببت بسقوط عد من الضحايا المدنيين  فيما استمرت العمليات الأمريكية في داخل مدينة الصدر ومحيطها حيث قامت القوات الأمريكية باغلاق كافة المنافذ المؤدية إلى المدينة ونصبت حواجز ونقاط تفتيش وكتل اسمنتية في معظم محيطها ومنعت دخول المواد الغذائية والطبية إلى المدينة كما عمدت إلى قطع المياه والطاقة الكهربائية عنها  واستمرت الطائرات الأمريكية بتنفيذ غارات داخل المدينة فيما توغلت قوات مشاة أمريكية في شمال شرق المدينة وشنت عمليات دهم وتفتيش للمنازل والمساجد في قطاعات 70 و 71 و74 و75 بحثاً عن الجندي الأمريكي المختطف  ورغم الاجراءات الامنية المشددة والحصار الخانق الذي فرضته القوات الأمريكية على المدينة فقد قتل 29 مدني واصيب 60 اخرين بانفجار ارهابي في ساحة 55 ما دفع المواطنون في المدينة إلى القاء اللوم على القوات الأمريكية واتهموها بالتواطئ في تلك العمليات الارهابية  استمر الحصار الأمريكي لاكثر من عشرة أيام شهدت خلالها المدينة غارات جوية مكثفة وعانت من نقص حاد في المواد الغذائية الاساسية ومياه الشرب  وبعد سريان اضراب عام وعصيان مدني في المدينة تعطلت على اساسه غالبية المؤسسات الحكومية  وتحت ضغط برلماني مكثف اصدرت رئاسة الوزراء العراقية اوامراً برفع جميع الحواجز وفتح منافذ العبور في المدينة والسماح بدخول المواد الغذائية اليها 
بدأت عمليات القتل الطائفي بالعراق في أواخر عام 2006 وبات أكثر من 80 في المئة من العاصمة بغداد تحت سيطرة المجاميع المسلحة، واندلعت معارك طائفية بين المسلحين السنة والشيعة، عانت مدينة الصدر من الهجمات الارهابية الانتحارية المتكررة والقصف بقذائف الهاون والصواريخ، حيث كانت القاعدة تسلك سلوك الهجمات الانتحارية والهجمات بسيارات ملغومة في أحياء معظم قاطنيها كانوا من الشيعة، حيث بدأت في الساعة 15:10 بتوقيت بغداد في مدينة الصدر من تاريخ 23 نوفمبر 2006 هجمات خلفت ما لا يقل عن 215 مدنيا وإصابة نحو 257 بجروح وانتهت تلك الهجمات في الساعة 15:55، والتي استخدمت فيها ست سيارات ملغومة وقذيفتي هاون.

## الأحداث

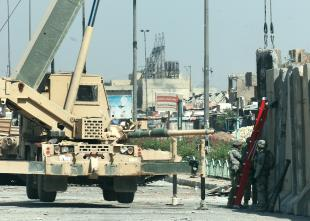
قوات من كتيبة الدعم. فريق اللواء القتالي 3rd، 4th شعبة تعيين الحواجز الخرسانية في مكان في جنوب مدينة الصدر، 3 مايو، 2008

شنت غارات من قبل جيش المهدي ضد قوات التحالف خارج مدينة الصدر وفي أجزاء أخرى من بغداد، مثل حدث يوم 4 يونيو عام 2004، عندما نصب جيش المهدي كمينا لقوات الحرس الوطني الاميركي في شارع فلسطين، بالقرب من مدينة الصدر، حيث أدى الهجوم إلى مصرع خمسة جنود أمريكيين.
في يوم 7 سبتمبر 2004 وقعت موجة جديدة من المعارك العنيفة في شوارع مدينة الصدر حيث قتل 40 عراقيا وجندي أمريكي واحد وأصيب 270 شخصا بجروح. وفي اليوم التالي سقط ثلاثة جنود أمريكيين في سلسلة من الهجمات في أنحاء العاصمة بغداد.
اعترفت القوات متعددة الجنسيات بـ ((ضراوة)) معركتهم الأخيرة في مدينة الصدر ضد الميليشيات الشيعية فيها. بعد أن قاتلت عناصر جيش المهدي في كل إنش من أرض المعركة، وأكد الجنرال رايموند أوديرنو أن القوات الأميركية تمكنت من التغلب على الميليشيات الشيعية باستخدام تكنولوجيا متقدمة، تتضمن البرامج الألكترونية، وأجهزة الليزر وآلات التصوير الجوي ذات الوضوح العالي التي يمكن أن تخترق بشكل دقيق أي ضباب أو حال تعمية لمجريات الحرب. فيما اعترف قادة القوات الأميركية الذين شاركوا في معركة مدينة الصدر أن عناصر جيش المهدي كانوا يتسلقون إلى الكتل الكونكريتية للسور الذي فصل مدينتهم إلى نصفين من دون سلاح لنزع السلاسل عنها، فيما كانوا هدفاً لنيران الجنود الأميركان. من جانب آخر أكد الجنرال (أوديرنو) أن رئيس الوزراء ظل سنة كاملة يمانع اقتحام القوات الأميركية للمدينة، لكنه بعد ذلك: ((قرر القضاء على سيطرة الميليشيات لاقتناعه أنها تهدد استقرار حكومته)). وقالت شبكة سي بي أس الأميركية للأخبار إن أحد أسباب انحسار العنف في العراق بشكل كبير، تركز في المعركة التي ربحتها القوات الأميركية في مدينة الصدر فقط قبل خمسة أشهر، ولسنوات ظل المتمردون يُحرجون أو يعرقلون نجاح القوات الأميركية باستخدام أسلحة ذات تكنولوجيا واطئة (محلية الصنع)، مثل قنابل الطريق والمتفجرات التي تسمى (مرتجلة) وأجبرت شدة القتال القوات الأميركية على استدعاء فريق من القناصة من قوات سيلاس (SEALs) البحرية الخاصة، فضلا عن طلب مساعدة الطيران، طائرات مقاتلة أف-18 ومروحيات أباتشي لحماية أجنحة القوات التي تعرّضت لهجمات قوية. وما عملوه كان حقاً أمراً كبيراً ومختلفاً تماما، بسبب تكنولوجيا الطائرات المتقدمة جداً التي تتضمنها. وتؤكد مراسلة شبكة سي بي أس قولها: لقد استخدم الجيش الأميركي UAVs أي (الطائرات من دون طيار) المزودة بأنظمة تكنولوجية متطورة لالتقاط الصور والأفلام الواضحة والحساسة جداً، والتي يمكن أنْ تحدد مكان رجال جيش المهدي من المقاتلين حتى في الليل.

## الوضع الإنساني
تعد مدينة الصدر اكثف المناطق السكنية في بغداد ويقطنها حوالي مليونين إلى 3 ملايين نسمة وتقسم المدينة إلى 79 قطاعاً تبلغ مساحة الواحد منها 250 مترا مربعة ويفتقر معظمها إلى الخدمات الاساسية أو يعاني من نقص حاد فيها  وعانت المدينة خلال الحصار الذي استمر بشكل متقطع لما يقارب الاربع سنوات من اوضاع انسانية قاسية ومآساوية  اثر الغارات الجوية الأمريكية الكثيفة التي تعرضت لها المدينة وقطع الطاقة الكهربائية ومياه الشرب وعدم السماح بدخول المواد الغذائية والمؤن  وكذلك النقص الحاد في المواد والمستلزمات الطبية والادوية  وتسببت عمليات القصف الأمريكي العنيف بتدمير مئات المنازل في المدينة والحاق اضرار جسيمة بالبنية التحتية ومحطات الطاقة الكهربائية وتصفيه المياه فيها بالإضافة إلى مقتل الالاف من المدنيين  ففي 3 مايو 2008 نفذت القوات الأمريكية قصف عنيف باستخدام راجمة صواريخ أم 270 استهدف مستشفى الصدر أحد المستفيين الرئيسيين في المدينة واسفر عن اضرار جسمية بالمستشفى مع تدمير أكثر من 12 عجلة اسعاف ومقتل واصابة 28 مواطن مدني بينهم أطفال  كما ان قناصة الجيش الأمريكي تسببوا بموجة من الرعب لاهالي المدينة بعد ان قتلوا العشرات من المدنيين كان بينهم نساء واطفال 

## النتائج
- بحلول 11 مايو، 2008، تمكنت وحدات من الجيش العراقي من تأمين السيطرة على مدينة الصدر واعتقلت الكثيرين من سكان المدينة.[74]
- دام الحصار حوالي أربع سنوات، وقتل عدة آلاف من المدنيين العراقيين سقطوا في الاشتباكات التي دارت في الشوارع، أو عن طريق العبوات الناسفة والقناصة والمهاجمين الانتحاريين، وفي الغارات العسكرية والضربات الجوية الأمريكية. والبعض أيضا لقوا حتفهم بسبب نقص الغذاء والمياه والتهديد المتزايد من عدم توافر خدمات الصرف الصحي. أفادت أرقام نشرتها وزارات الداخلية والدفاع والصحة أن 923 مدنيا قتلوا في أحداث عنف في مارس آذار بزيادة 31 في المئة عن فبراير\ شباط مما يجعل شهر مارس أكثر الشهور دموية منذ اغسطس\اب 2007 ورغم الارتفاع الحاد في الخسائر البشرية إلا أن حصيلة مارس 2008 ما زالت أقل بكثير من 1861 مدنيا قتلوا في نفس الشهر قبل عام مضى. وأصيب 1358 مدنيا في الإجمال مقارنة مع 2700 قبل عام مضى. بحسب رويترز.

وأظهرت أحدث البيانات العراقية مقتل 102 من أفراد الشرطة و54 جنديا بالمقارنة مع 65 شرطيا و20 جنديا في فبراير شباط وإن 641 متمردا قتلوا واحتجز 2509. وكانت النتيجة الأخيرة للمعركة مقتل أكثر من 1,000 من مقاتلي جيش المهدي مع ما لا يقل عن 500 من أفراد قوات الأمن العراقية و300 من جنود الولايات المتحدة الأمريكية.